# Университет имени Я. А. Коменского
Университет имени Яна Амоса Коменского в Братиславе (словац. Univerzita Komenského v Bratislave лат. Universitas Comeniana Bratislavensis) — крупнейший университет Словакии. Назван в честь крупного чешского педагога Яна Амоса Коменского.

Университет входит в ассоциацию университетов Европы Утрехтская сеть.

## История
Университет был основан вскоре после создания независимой Чехословакии в 1919 году с помощью Карлова университета в Праге, в результате чего долгое время значительную часть профессорско-преподавательского состава составляли чехи. Первоначально в университете был лишь один факультет — медицинский, однако уже в 1921 году были открыты философский и юридический факультеты. В 1939—1954 годах университет назывался Словацким университетом. Открывались новые факультеты:
- 1940 год — факультет естественных наук;
- 1941 год — католический теологический факультет;
- 1947 год — педагогический факультет;
- 1952 год — фармацевтический факультет;
- 1960 год — факультет физической культуры и спорта;
- 1969 год — медицинский факультет в Мартине;
- 1980 год — физико-математический факультет;
- 1990 год — евангелистский теологический факультет;
- 1991 год — факультет менеджмента;
- 2002 год — факультет социальных и экономических наук.

В настоящее время университет состоит из 13 факультетов, на которых обучается около 30 000 студентов. При университете существует ботанический сад.

## Известные выпускники
На юридическом факультете университета обучались два видных деятеля единой Чехословакии — Александр Дубчек и Густав Гусак, а также два президента (Иван Гашпарович, Зузана Чапутова) и четыре премьер-министра независимой Словакии — Владимир Мечьяр, Йозеф Моравчик, Роберт Фицо и Игор Матович; видный правовед, специалист в области истории римского права Петер Благо, поэт Штефан Жары.